# Візит дами
«Візит дами» (рос. «Визит дамы») — радянський двосерійний телефільм режисера Михайла Козакова, знятий на кіностудії «Мосфільм» у 1989 році. Телефільм є екранізацією п'єси швейцарського німецькомовного драматурга Фрідріха Дюрренматта «Візит старої дами».

## Сюжет
Пані Цаханассьян, американський мільярдер, відвідує Гюллен — містечко, в якому народилася. Вона вирішила пожертвувати місту і його жителям мільярд доларів, але за однієї умови: місто повинно вбити Альфреда Ілла, якого вона любила в юності і який її зрадив. Тепер він одружений, але розорений, як і всі в місті. Всіх може врятувати мільярд доларів. Чи зможуть мешканці міста встояти? Звичайно, ні. В кінці фільму на загальних зборах жителів міста рішення про прийняття умови пані Цаханассьян було прийнято одноголосно — і місто отримує чек на мільярд доларів.

## У ролях
- Катерина Васильєва — Клара Цаханассьян
- Валентин Гафт — Альфред Ілл
- Ігор Кашинцев — бургомістр Гюллена
- Валентин Нікулін — священик
- Григорій Лямпе — вчитель
- Віктор Борцов — вахмістр
- Валентин Смирнитський — лікар
- Світлана Немоляєва — Матильда
- Володимир Дружников — Бобі, він же Хьофлер
- Олександр Пятков — мисливець
- Валерій Носик — Кобі — Якоб Хюнлейн, перший сліпець
- Іван Уфімцев — Лобі — Людвіг Шпар, другий сліпець
- Юрій Рогунов — Тобі, охоронець Клари Цаханассьян
- Василь Долбітіков — Робі, охоронець Клари Цаханассьян
- Михайло Данилов — Соломон, перукар
- Павло Винник — Хельмут, кельнер
- Дмитро Диховичний — Карл, син Альфреда Ілла
- Світлана Максимова — Лідія
- Олександр Вигдоров — художник
- Ян Янакієв — редактор газети
- Михайло Чигарьов — Глютц, судовий виконавець
- Володимир Ферапонтов — начальник станції
- Олександр Домогаров — Хобі
- Олександр Андрієнко — Ганс
- Юрій Багінян — Гюнтер, житель Гюллена
- Тетяна Гаврилова — дружина бургомістра
- Євген Жуков — кінооператор
- Кирило Козаков — жених Луїзи
- Валерій Копчонов — Мобі, він же Педро
- Євген Лісконог — начальник поїзда

## Знімальна група
- Режисер — Михайло Козаков
- Сценаристи — Михайло Козаков, Ігор Шевцов
- Оператор — Володимир Шевцик
- Композитор — Шандор Каллош
- Художник — Олексій Аксьонов